# Château de Joyeuse
Le château de Joyeuse  est une fortification située sur la commune de Joyeuse dans le département de l'Ardèche. 

## Historique
Le chateau fut construit sur l'emplacement d'un ancien fort, vers 1540, par Jean de Saint-Sauveur, vicomte de Joyeuse, père de Guillaume II, grand-père d'Anne de Joyeuse.
La chapelle dite « Notre-Dame-de-Pitié » de l'église actuelle était la chapelle du château.
Elle abrite la tombe de Guillaume V, évêque d'Aleth.
Il n'en subsiste qu'une aile regardant vers le nord, l'autre ayant été détruite entre la Révolution et 1832.
De style Renaissance, il fut remanié au XIXe siècle, sa cour (la Brèchette) élargie par l'apport de trois grands arceaux empiétant sur la place de la Brèche.
Ses façades et toitures sont inscrits au titre des monuments historiques depuis le 19 avril 1988.

### Liste des propriétaires successifs
- Guillaume de Joyeuse[3].
- Anne de Joyeuse, fils du précédent.
- Henri de Joyeuse, frère du précédent.
- Catherine  de Joyeuse, fille du précédent.
- Charles Louis de Lorraine, fils de la précédente.
- Louis Joseph de Lorraine, fils du précédent.
- François Joseph de Lorraine, fils du précédent mort en 1675.
- Marie de Lorraine, fille de Catherine, morte sans postérité en 1688, le château passa alors à une branche latérale.
- Charles -François de Lorraine-Commercy. Celui-ci passa au service de l'Empereur en 1690 et Louis XIV confisqua ses biens.

En 1694, sa sœur Elisabeth de Lorraine, dite Mlle de Lillebonne, princesse d'Épinoy reçoit le château du Roi. Il passe ensuite au prince d'Épinoy.
Le duché fut relevé en 1714, puis à Béatrice-Hiéronyme de Lorraine, Abbesse de Remiremont, puis à Charles de Lorraine, comte d'Armagnac.
Il revient ensuite à Charles de Rohan-Soubise, petit-fils de la princesse d'Épinoy qui le cède en 1756 à sa sœur,  Marie Louise de Rohan-Soubise, épouse de Gaston Jean-Baptiste Charles de Lorraine, comte de Marsan.
En 1788, La comtesse de Marsan vend le château à Cerice de Vogüé pour la somme de 100 000 livres.

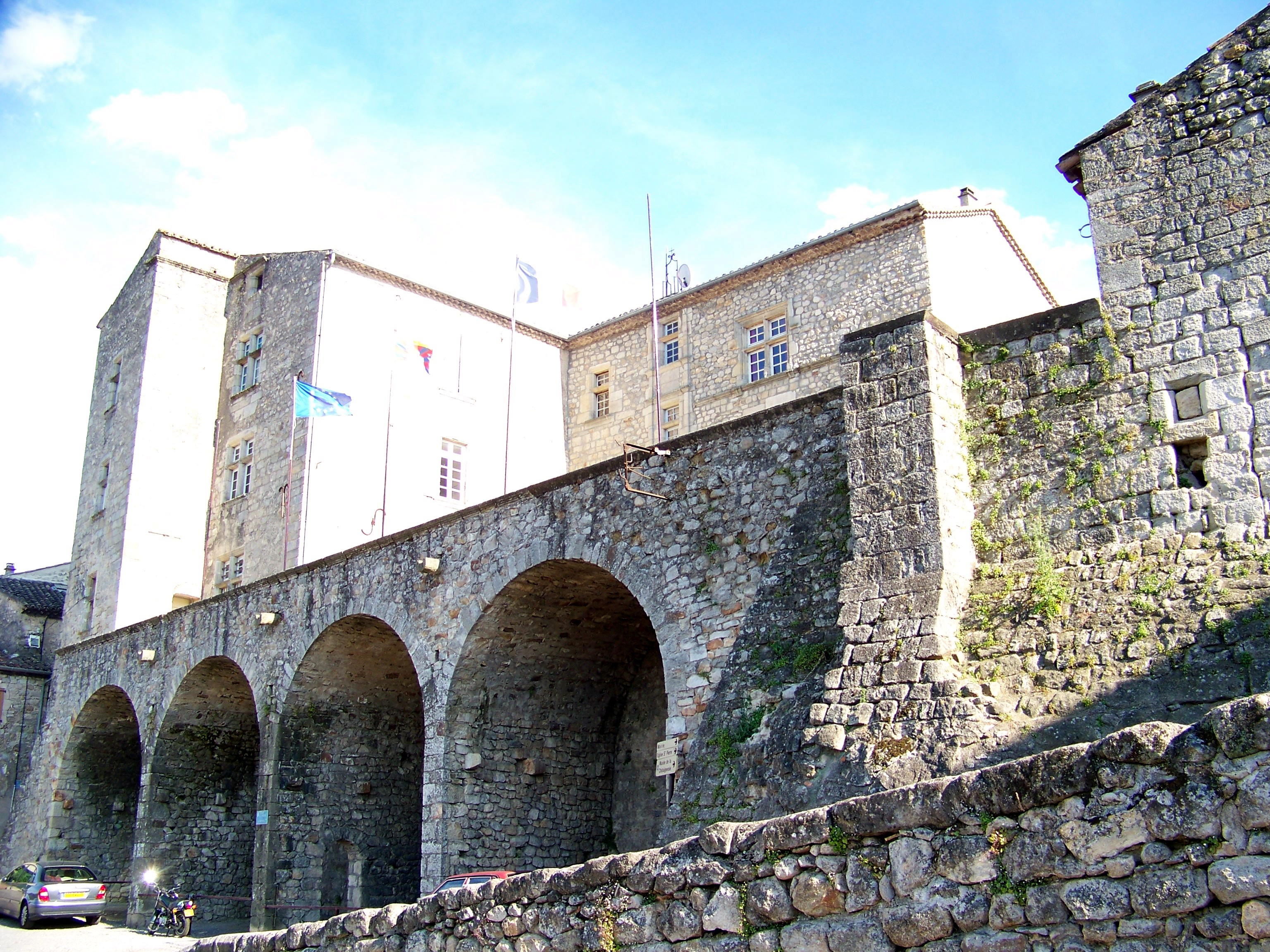
En 1787-1788, la comtesse de Marsan vend les biens du duché de Joyeuse, le vicomte Louis de Montravel donne ici le détail des acquéreurs et le prix de vente.
- Château de Joyeuse.
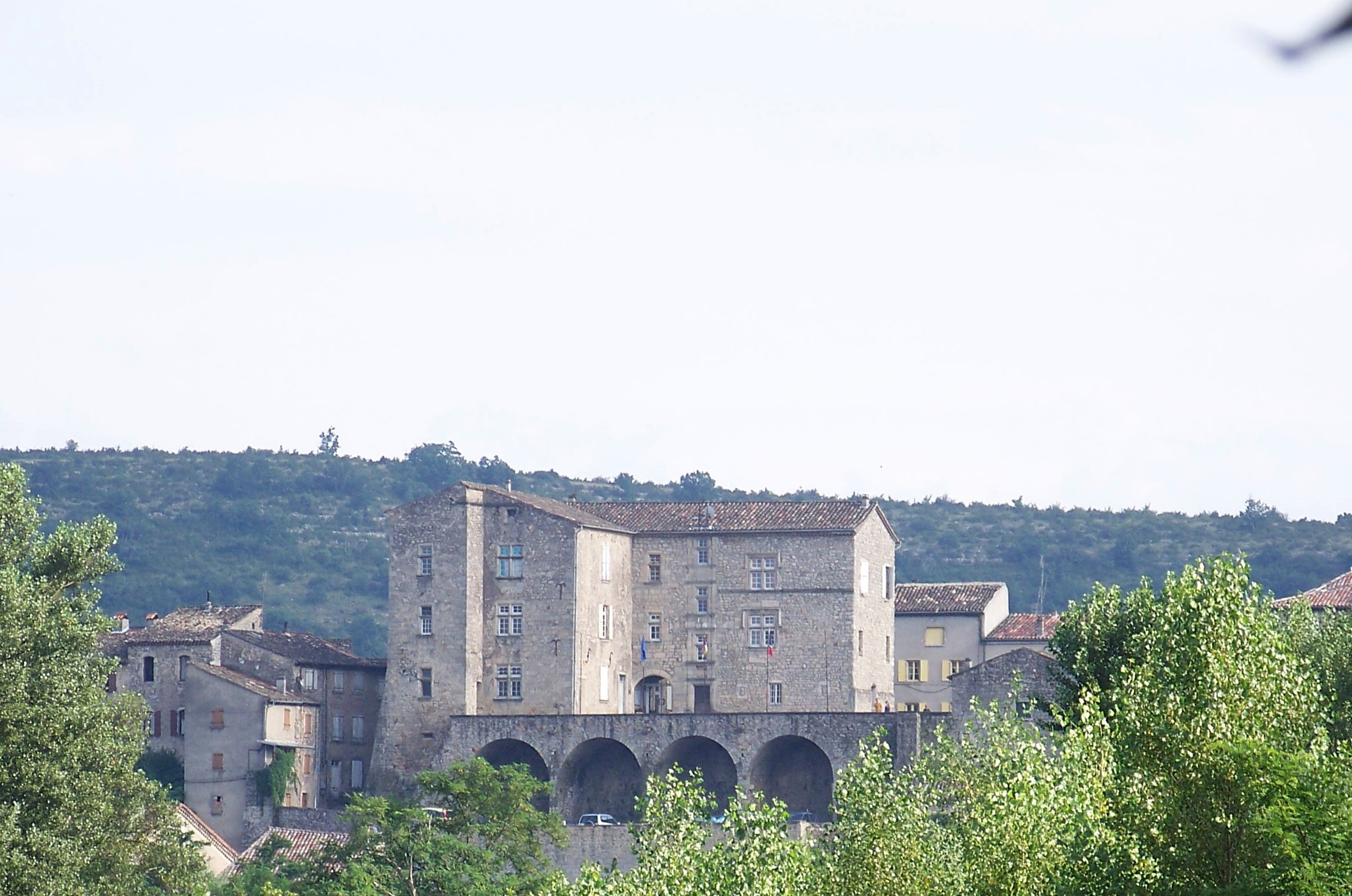
Vue générale.
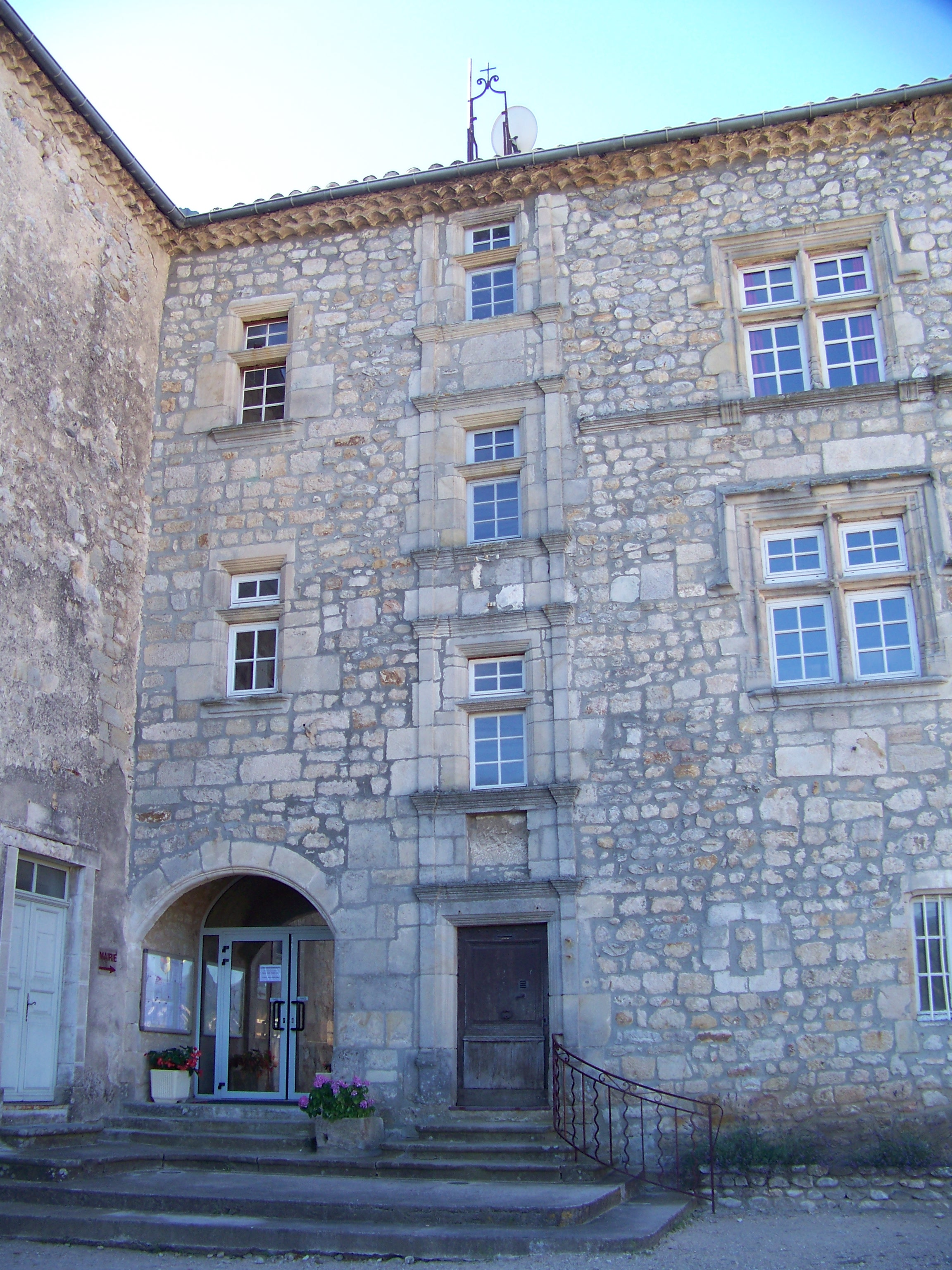
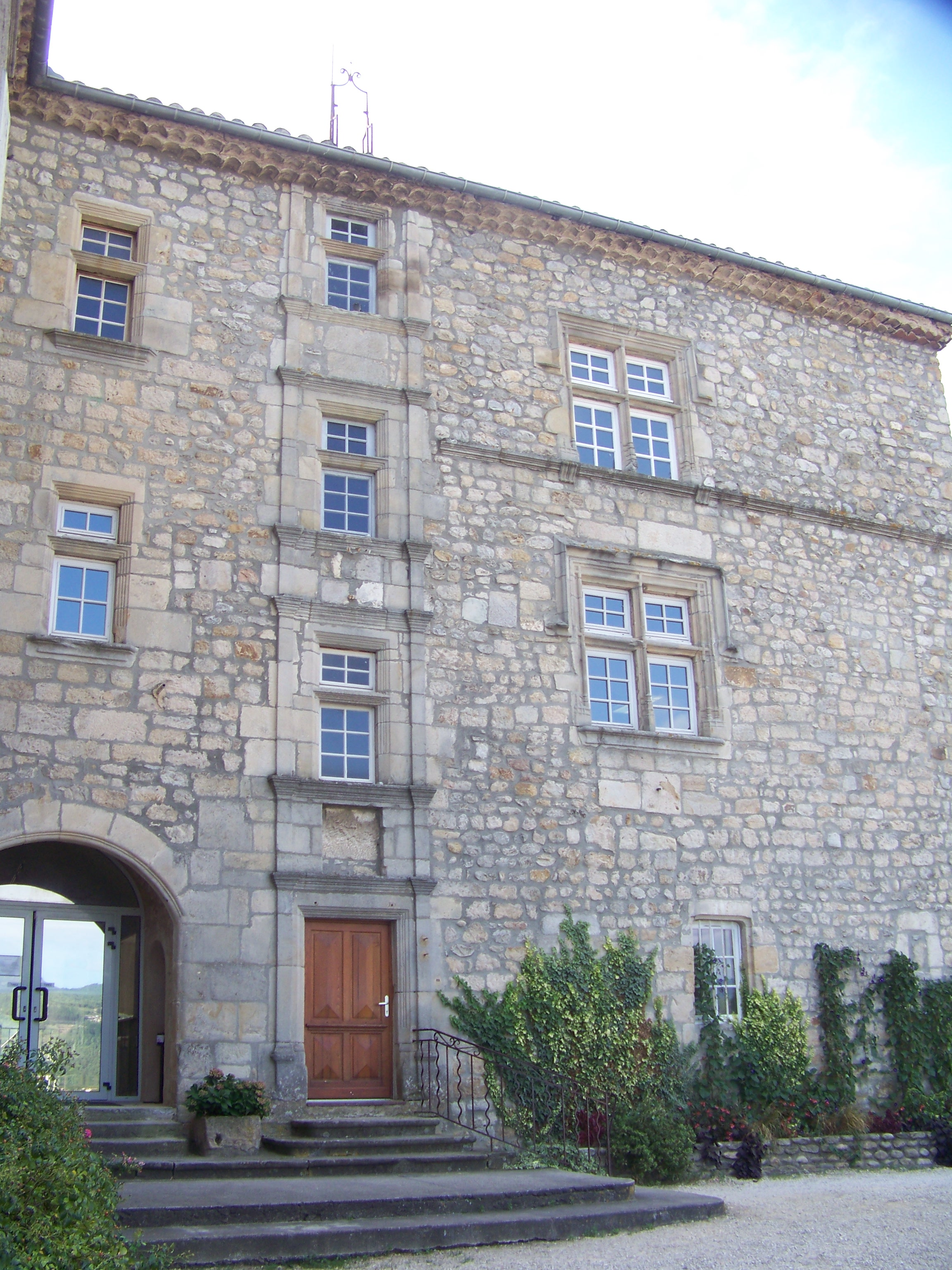

### Bibliographie

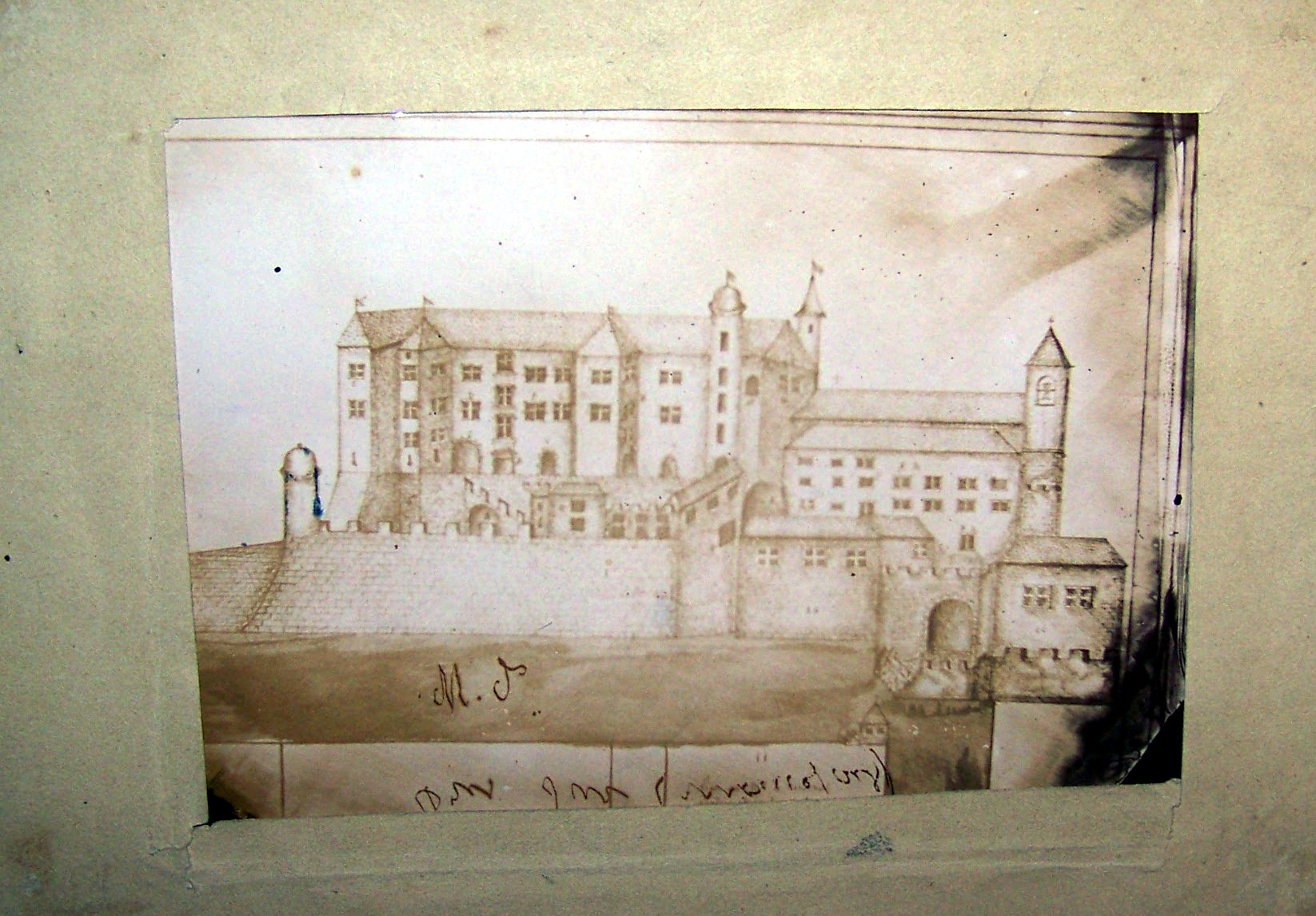
Photographie d'une photographie réalisée par Louis de Montravel d'un dessin à la plume du château de Joyeuse en 1724.